# Macaranga nicobarica
Macaranga nicobarica là một loài thực vật có hoa trong họ Đại kích. Loài này được N.P.Balakr. & Chakrab. mô tả khoa học đầu tiên năm 1978.